# Rasbackstjärnen
Rasbackstjärnen är en sjö i Lindesbergs kommun och Ljusnarsbergs kommun i Västmanland och ingår i Norrströms huvudavrinningsområde. Sjön har en area på 0,0691 kvadratkilometer och ligger 305,4 meter över havet. Sjön avvattnas av vattendraget Hammarskogsån (Gränshytteån).

## Delavrinningsområde
Rasbackstjärnen ingår i det delavrinningsområde (662723-145047) som SMHI kallar för Inloppet i Dammsjön. Medelhöjden är 295 meter över havet och ytan är 7,69 kvadratkilometer. Det finns inga avrinningsområden uppströms utan avrinningsområdet är högsta punkten. Hammarskogsån (Gränshytteån) som avvattnar avrinningsområdet har biflödesordning 3, vilket innebär att vattnet flödar genom totalt 3 vattendrag innan det når havet efter 243 kilometer. Avrinningsområdet består mestadels av skog (94 procent). Avrinningsområdet har 0,07 kvadratkilometer vattenytor vilket ger det en sjöprocent på 0,9 procent.